# Heterococcus nigeriensis
Heterococcus nigeriensis är en insektsart som beskrevs av Williams 1961. Heterococcus nigeriensis ingår i släktet Heterococcus och familjen ullsköldlöss.
Artens utbredningsområde är Nigeria. Inga underarter finns listade i Catalogue of Life.